# Mater dolorosa (pel·lícula de 1917)
Mater dolorosa és una pel·lícula francesa dirigida per Abel Gance el 7 de març de 1917. La pel·lícula va tenir un gran èxit quan es va estrenar. El director en va fer una segona versió l'any 1933, amb el mateix títol, però que no va tenir èxit de públic.

## Argument
El doctor Gilles Berliac és un home que entrega la seva vida a la seva professió i abandona la seva dona Marthe. Va al seu cunyat i li proposa deixar-ho tot i anar amb ella. Davant la seva negativa, fa un intent de suïcidi. Ell intenta intervenir, ella el mata per accident.
Tres anys després, quan neix un nen, una carta comprometedora torna a aflorar. Un periodista sense escrúpols accepta no publicar-la si la Marthe paga una gran quantitat a un intermediari obscur. Per casualitat, el marit rep la carta, la llegeix i s'enfronta a la seva dona. Ella es nega a confessar. Boig de preocupació per la seva paternitat, el marit segresta el nen i rebutja qualsevol notícia fins que no confessi. "Silenci contra silenci", diu.
El nen s'està consumint. La mare, Marthe, està boja de preocupació. Inflexible, el marit es manté en la seva posició. Es produeix la confusió: el nen és mort? Preocupada per la desesperació que envaeix la jove mare, la criada, que va assistir a l'assassinat involuntari, ho revela tot al marit. Aquest canvia d'actitud, porta la seva dona a veure el seu fill. Ambigu fins al final, agafa el camí del cementiri sense dir res, però no s'atura aquí. Finalment es produeix el retrobament del nen i els seus dos pares, al mateix temps que el marit li revela a la Marthe que ho sap tot. Ella es precipita als seus braços.

## Repartiment
- Emmy Lynn : Manon Berliac, la mare
- Firmin Gémier : Gilles Berliac, el pare
- Armand Tallier : Claude Berliac, el germà de Gilles
- Anthony Gildès : Jean, la minyona
- Paul Vermoyal : Jean Dormis, el periodista
- Gaston Modot :
- Antonin Carène : l'infant[3]
- Antonin Artaud

## Recepció
| « | És segur que ens podem oposar per haver volgut robar les nostres emocions amb un desenllaç massa intel·ligentment dissenyat i construït massa sistemàticament. Però quines novetats, quines troballes, quines idees magníficament “cinematogràfiques” en aquesta tragèdia punyent... Aquesta pel·lícula conté riqueses inesgotables: la bellesa commovedora, les actituds inoblidables de la senyora Emmy Lynn, la moderna Niobé; el talent potent i matisat de Gémier; un llenguatge psicològic realment original, prou eloqüent i poderós per variar infinitament el diàleg de dos cors torturats; una preocupació pels detalls materials, una recerca de la il·luminació... El “final” de certes investigacions és tal que hom experimenta immediatament la curiositat –absolutament nova i característica del cinema– d'una segona visió. | » |